# Papuansk eukalyptuskrypare
Papuansk eukalyptuskrypare (Cormobates placens) är en fågel i familjen eukalyptuskrypare inom ordningen tättingar.

## Utseende och läte
Papuansk eukalyptuskrypare är en medelstor tätting. Fjäderdräkten är huvudsakligen matt gråbrun, med ljusa fläckar på flankerna och ljusare strupe. Honan har ett rostrött mustaschstreck. Den är den enda arten i familjen i sitt utbredningsområde. De enda andra fåglar med liknande beteende är sittellor, men dessa är tydligt mindre och de flesta har streckad rygg. Lätet är en jämn serie pipiga toner som ökar i ljudstyrka.

## Utbredning och systematik
Papuansk eukalyptuskrypare förekommer enbart på Nya Guinea. Den delas in i fyra underarter med följande utbredning:
- Cormobates placens placens – förekommer i Västpapua (Arfak och Tamraubergen)
- Cormobates placens steini – förekommer i Västpapua (Weyland)
- Cormobates placens inexpectata – förekommer på norra Nya Guinea (norra sluttningen på Jayawijayabergen)
- Cormobates placens meridionalis – förekommer i bergstrakter på sydöstra Nya Guinea

Underarterna steini och inexpectata inkluderas ofta i nominatformen.

### Släktskap
På grund av sina liknande vanor och utseende behandlades eukalyptuskrypare förr som en del av familjen trädkrypare. De är dock inte alls nära släkt. Medan trädkryparna på norra halvklotet står exempelvis nära nötväckor och gärdsmygar är eukalyptuskryparna systergrupp till lövsalsfåglarna och utgör tillsammans en helt egen och mycket gammal utvecklingslinje.

## Levnadssätt
Eukalyptuskrypare är små tättingar som intar samma nisch som norra halvklotets trädkrypare, men är inte alls nära släkt med dessa. Denna art klättrar uppför träd i bergsskogar. Ibland följs den av någon art solfjäderstjärt.

## Status och hot
Arten har ett stort utbredningsområde, men tros minska i antal, dock inte tillräckligt kraftigt för att den ska betraktas som hotad. Internationella naturvårdsunionen IUCN listar arten som livskraftig (LC).